# André Pelletier (historien, 1937)
Pour les articles homonymes, voir André Pelletier et Pelletier (homonymie).
André Pelletier, né le 11 janvier 1937 est un archéologue et un enseignant spécialiste de l'antiquité romaine.

## Biographie
- Agrégé d'histoire, diplômé de l’École Pratique des Hautes Études, docteur ès lettres en 1972[2]
- Il dirige des fouilles de Vienne pendant 15 ans, site auquel il consacre sa thèse de doctorat d'État. En 1963 et 1964, il met au jour des mosaïques romaines dans le secteur de l'ancien hôpital[3]. Il fouille l'odéon de 1970 à 1976, en collaboration avec P. Senay, puis sous sa seule direction à partir de 1973[4]. Il publie en 1974 puis en 1982 deux monographies synthétisant les connaissances du moment sur la Vienne antique[5].
- Il rédige les textes de l'album Histoire de l'Arménie, dessiné par Jean-Yves Mitton et publié en 1979[6].
- Maître de conférences d'histoire romaine puis professeur d'archéologie romaine et gallo-romaine à l'Université Lumière Lyon-II de 1967 à 2008[2].
- Professeur principal à l’École Nationale de Travaux Publics de 1993 à 2004.

## Publications
Liste de ses publications :
- Vienne, métropole civile de province (275-468 ap. J.C.) : étude critique des sources, sous la direction de M. Paul-Marie Duval, Paris, 1967
- Vienne antique : de la conquête romaine aux invasions alamaniques : IIe siècle avant - IIIe siècle après J.C., sous la direction de Marcel Le Glay, 1972
- Vienne gallo-romaine au Bas-Empire : 275-468 après J.-C., Impr. BOSC Frères, Lyon, 1974
- Histoire de Vienne et de sa région et environs : Sainte-Colombe Saint-Romain-en-Gal, éditions Horvath, Le Coteau, 1980
- André Pelletier, La Civilisation gallo-romaine de A à Z, Lyon, Presses universitaires de Lyon, 1993 (lire en ligne).
- Lugdunum, Lyon, Presses universitaires de Lyon, 1999 & Éditions lyonnaises d'Art et d'Histoire, 2002
- Vienna, Vienne, Presses universitaires de Lyon, 2001, 190 pages  (ISBN 2-7297-0677-1)
- Histoire de Lyon, texte bilingue français-anglais, Éditions lyonnaises d'Art et d'Histoire, 2004 & 2007
- Histoire de Lyon de la capitale des Gaules à la métropole européenne, Éditions lyonnaises d'Art et d'Histoire, 2007
- Lyon et les origines du christianisme en Occident, avec François Richard, Éditions lyonnaises d'Art et d'Histoire, 2011
- Quand Lyon s'appelait Lugdunum, Éditions lyonnaises d'Art et d'Histoire, 2016

Il est directeur des ouvrages de synthèse historique suivants :
- Grande Encyclopédie de Lyon et des communes du Rhône, éditions Horvath, Roanne, 1980-1983
- La Médecine en Gaule : villes d'eaux, sanctuaires des eaux, éditions Picard, Paris, 1985
- en collaboration avec André Blanc, Pierre Broise, Jean Prieur, Histoire et archéologie de la France ancienne, Rhône-Alpes : de l'âge du Fer au haut Moyen Âge, Le Coteau (42120), éditions Horvath, 1988, 261 p. (ISBN 27171-0561-1, lire en ligne)
- Histoire de Lyon des origines à nos jours, (4 auteurs) éditions Horvath, Le Coteau, 1990 & Éditions lyonnaises d'Art et d'Histoire, 2007
- Histoire de Lyon du XVIe siècle à nos jours, en collaboration avec Françoise Bayard et Pierre Cayez, éditions Horvath, Le Coteau, 1993
- Carte archéologique de la Gaule, l'Isère, 38/1, en collaboration avec Franck Dory, William Meyer et Jean-Claude Michel, Editions MSH, Paris 1994.
- Inscriptions Latines de Narbonnaise - Vienne, CNRS Éditions, 2004
- Femmes de Lyon (7 auteurs), Éditions lyonnaises d'Art et d'Histoire, 2016

Il a écrit les guides suivants :
- Guide de Vienne, Saint-Romain-en-Gal, 2002 & 2012
- Guide de Lyon Cité du patrimoine mondial, avec Corinne Poirieux, Éditions lyonnaises d'Art et d'Histoire, 2002 & 2007
- Guide du Lyon Gallo-Romain, et Guide de Lugdunum musées et théâtres romaines, Éditions lyonnaises d'Art et d'Histoire, 2018
- Guide de Lyon, Fourvière, Vieux-Lyon, avec Corinne Poirieux, Éditions lyonnaises d'Art et d'Histoire, 2007
- Guide de Lyon en 1, 3, 5 jours, Éditions lyonnaises d'Art et d'Histoire, 2017

Il a rédigé les textes des bandes dessinées suivantes :
- Histoire de l'Arménie, dessin Jean-Yves Mitton, Fra. Nor. Seround, 1979
- Histoire de Lyon en bande dessinée, texte rédigé avec Françoise Bayard, dessin Jean Prost, Éditions lyonnaises d'Art et d'Histoire, 1997 et 2000

## Distinctions
- Chevalier de l'ordre national du Mérite
- Chevalier de l'ordre des Palmes académiques